# 三峯神社
三峯神社（みつみねじんじゃ）は、埼玉県秩父市三峰にある神社。旧社格は県社で、現在は神社本庁の別表神社。
秩父神社・宝登山神社とともに秩父三社の一社。拝殿の手前には珍しい三ツ鳥居がある。狼を守護神とし、狛犬の代わりに神社各所に狼の像が鎮座している。

## 祭神
主祭神
- 伊弉諾尊 （いざなぎのみこと）[1]
- 伊弉册尊 （いざなみのみこと）[1]

配祀神
- 造化三神 [1]- 天之御中主神（あめのみなかぬしのかみ）、高御産巣日神（たかみむすひのかみ）、神産巣日神（かみむすひのかみ）の総称[4]

## 歴史

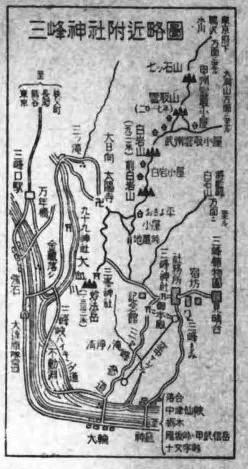
三峰神社付近略図。1938年

社伝によれば、景行天皇の時、日本武尊が東征中、碓氷峠に向かう途中に現在の三峯神社のある山に登って伊弉諾尊・伊弉册尊の国造りを偲んで創建したという。景行天皇の東国巡行の際、天皇は社地を囲む白岩山・妙法ヶ岳・雲取山の三山を賞でて「三峯宮」の社号を授けたと伝える。伊豆大島に流罪になった役小角が、三峰山で修業をし、空海が観音像を安置したと縁起には伝えられる。
三峰の地名と熊野の地名の類似より、三峰の開山に熊野修験が深くかかわっていることがうかがえる。熊野には「大雲取・小雲取」があり、三峰山では中心の山を「雲取山」と呼んでいる。
淳和天皇の御代の延暦5年（786年） - 承和7年（840年）には、勅命により弘法大師が十一面観音の像を刻み、社殿の脇に本堂を建て本地堂とした。こうして徐々に佛教色を増し、神前奉仕も僧侶によることが明治初年の神仏分離となるまで続いた。
中世以降、日光系の修験道場となって、関東各地の武将の崇敬を受けた。
養和元年（1182年）に、秩父を治めていた畠山重忠が願文を収めたところ霊験があったとして、建久6年（1195年）に東は薄郷（現・小鹿野町両神あたり）から西は甲斐と隔てる山までの土地を寄進して守護不入の地として以来、東国武士の信仰を集めて大いに栄えた。
正平7年（1352年）、足利氏を討つために挙兵し敗れた新田義興・義宗らが当山に身を潜めたことより、足利氏により社領を奪われ、山主も絶えて、衰えた時代が140年も続き衰退した。文亀2年（1503年）、修験者の月観道満がこの荒廃を嘆き、27年という長い年月をかけて全国を行脚し、復興資金を募り社殿・堂宇の再建を果たした。天文2年（1533年）に堂舍を再興させ、山主の龍栄が京都の聖護院に窮状を訴えて「大権現」を賜り、坊門第一の霊山となった。
以後は聖護院派天台修験の関東総本山とされて隆盛した。本堂を観音院 高雲寺と称し、「三峯大権現」と呼ばれた。以来、歴代の山主は花山院家の養子となり、寺の僧正になるのを常例としたため、花山院家の紋所の「菖蒲菱（あやめびし）を寺の定紋とした。
江戸時代には、秩父の山中に棲息する狼を、猪などから農作物を守る眷族・神使とし「お犬さま」として崇めるようになった。さらに、この狼が盗戝や災難から守る神と解釈されるようになり、当社から狼の護符を受けること（御眷属信仰）が流行った。修験者たちが当社の神得を説いて回り、当社に参詣するための講（三峯講）が関東・東北等を中心として信州など各地に組織されたた。
伊奈忠福（伊奈氏はもともと関東郡代の一族だったが家督争いから一旦名跡取り上げとなり、その後秩父郡の小普請となった）の代に、土地山林を寺に寄進し、広く村人に信仰を勧め栄えたが、明治の神仏分離により降って文武天皇の時、修験の祖役小角（おづぬ）が伊豆から三峯山に往来して修行したと伝えられている。この頃から当山に修験道が始まったものと思われる。
以来、明治初年の神仏分離の際に、高雲寺は廃されて「三峯神社」に改称した。
1883年（明治16年）に近代社格制度において県社に列した。明治中期には、社務所に600人が泊まれる施設があり、客のための料理や酒も自家製で賄っていたという。大正末期に秩父宮雍仁親王が参拝したことをきっかけに信徒が全国的に増え、講社数が増大した。
1939年（昭和14年）には、麓から参道に沿って三峰ロープウェイが山頂まで敷設された（2007年廃止）。2004年（平成16年）に社殿を修復した。

## 境内

### 社殿

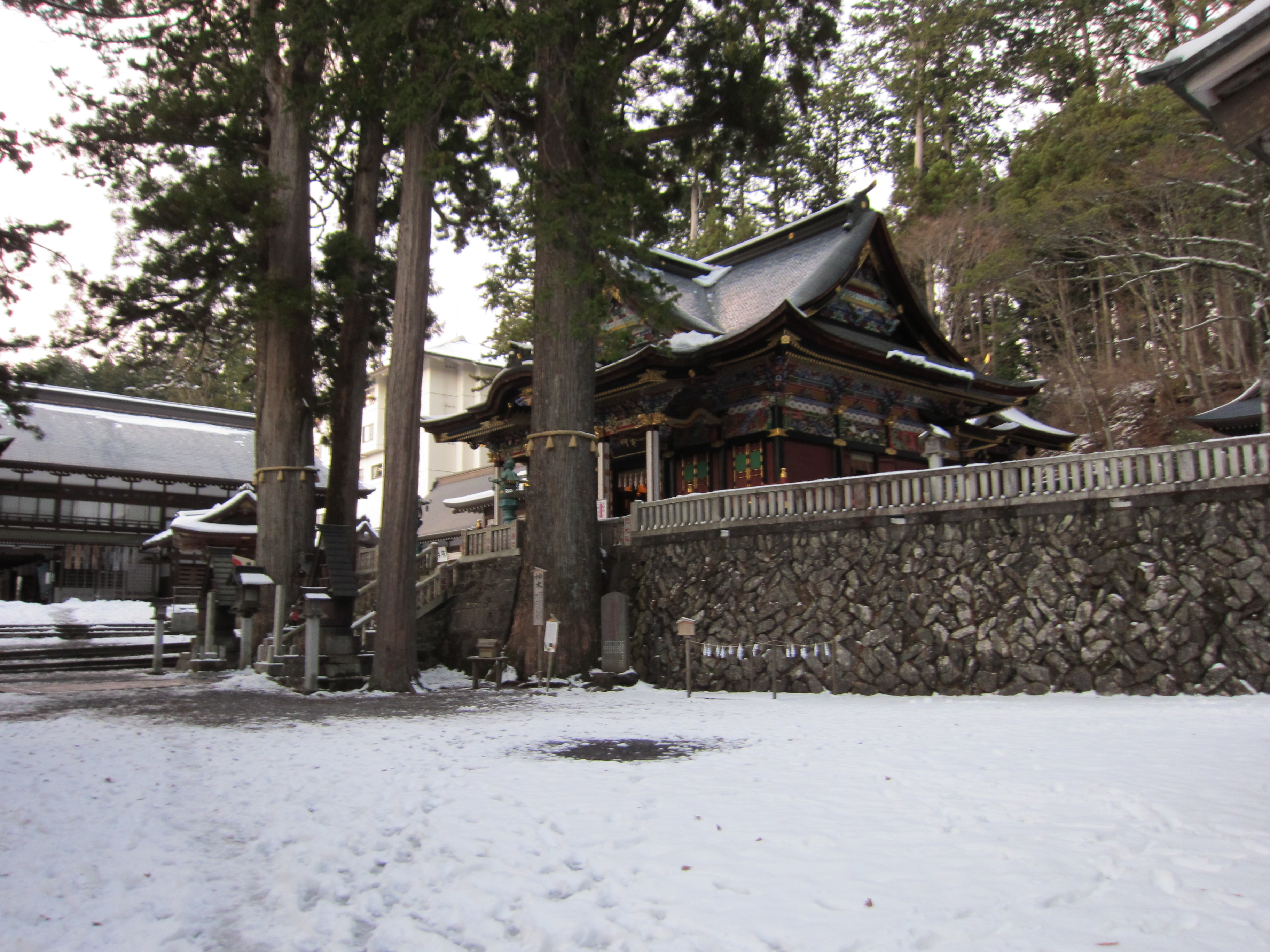
境内
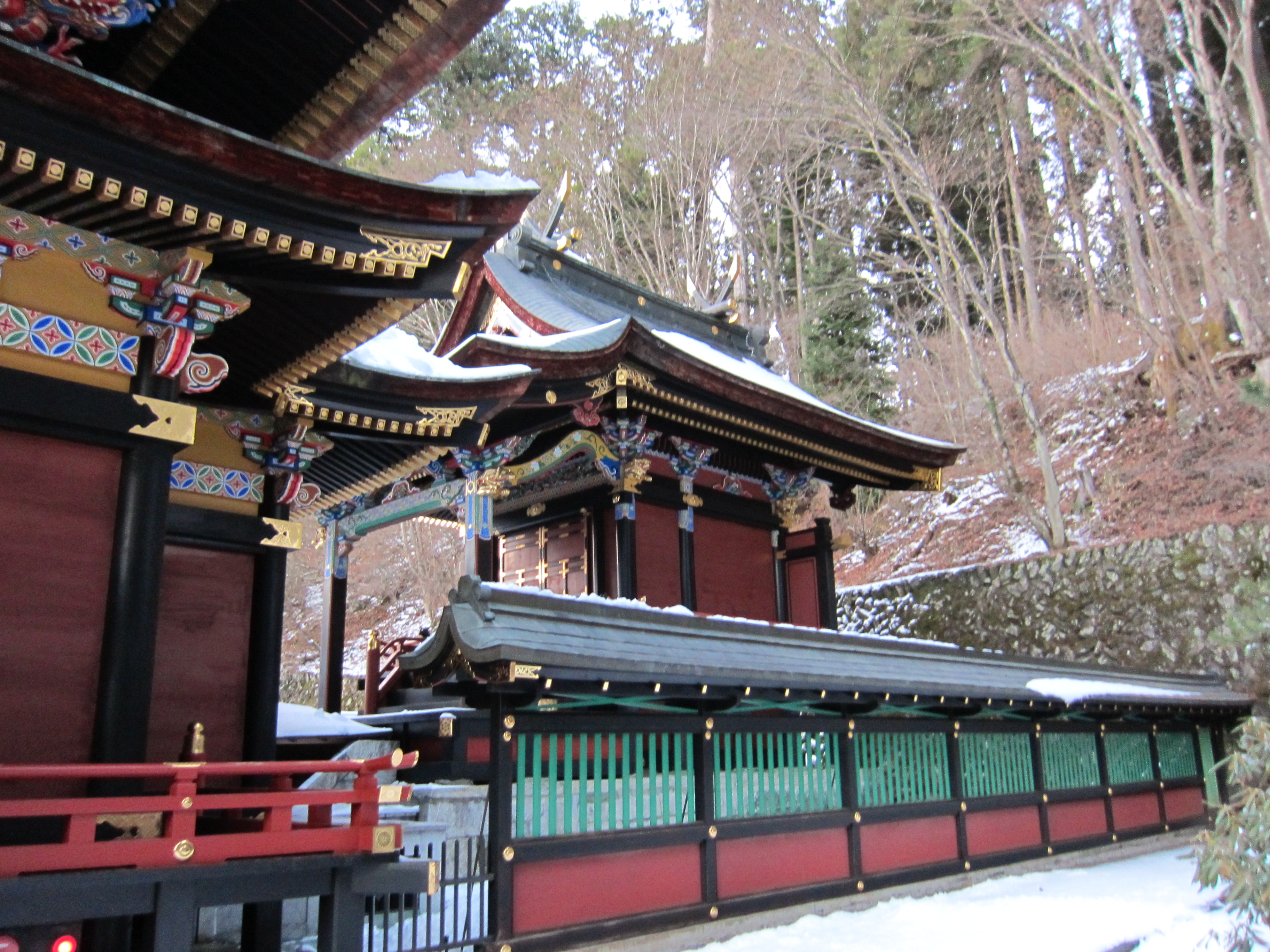
本殿（春日造）
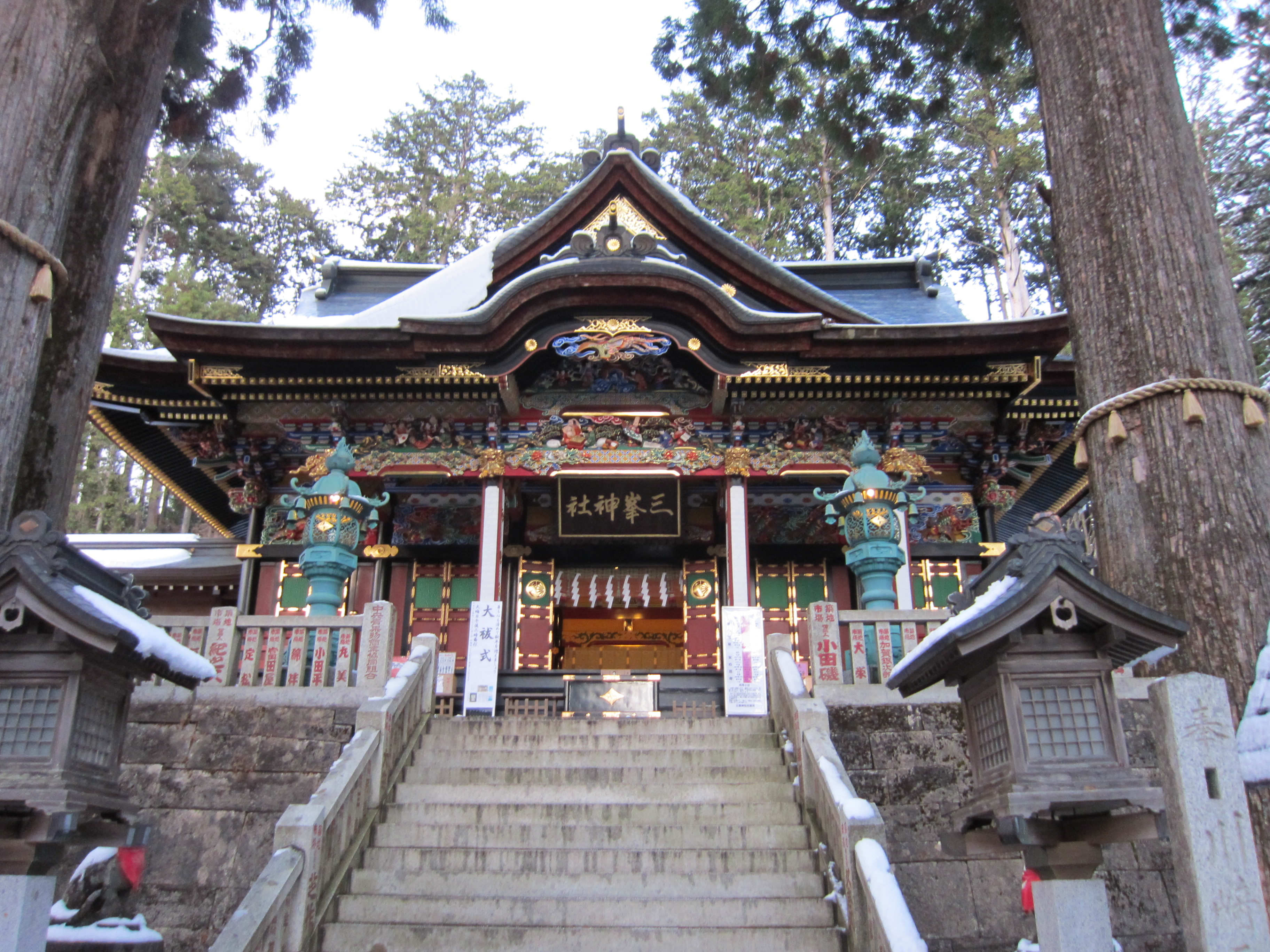
拝殿（権現造）大額「三峯神社」は有栖川宮熾仁親王の染筆
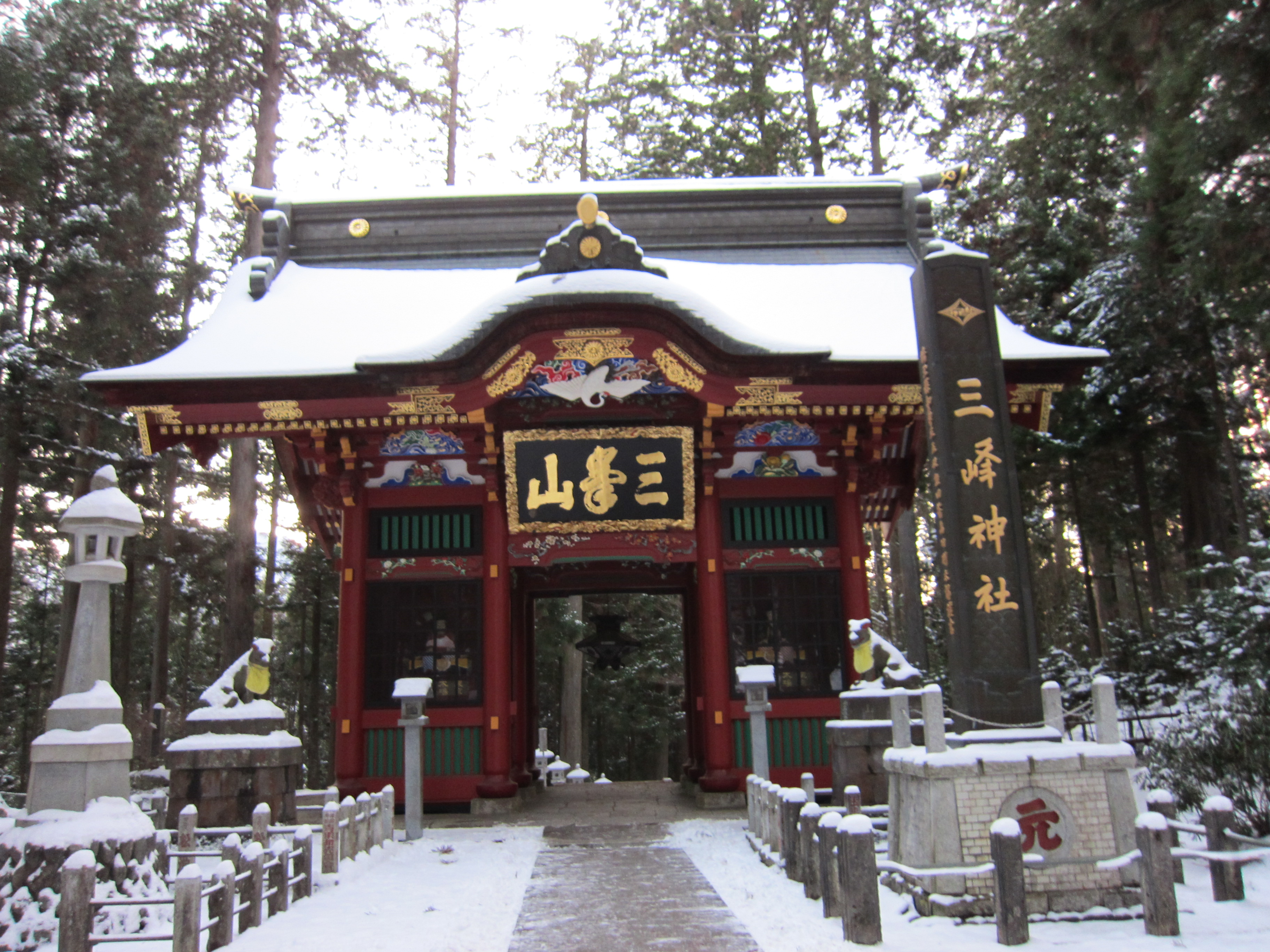
随身門

- 小教院
- 三峯神領民家
- 神楽殿
- 報徳殿
- お仮屋 - 祭神：眷属の大口真神（お使い神、お犬さま）
- 日本武尊銅像
- 遥拝殿 - 奥宮の遥拝所。三峯山下の眺望が広がる
- 興雲閣 - 宿坊

### 鳥居

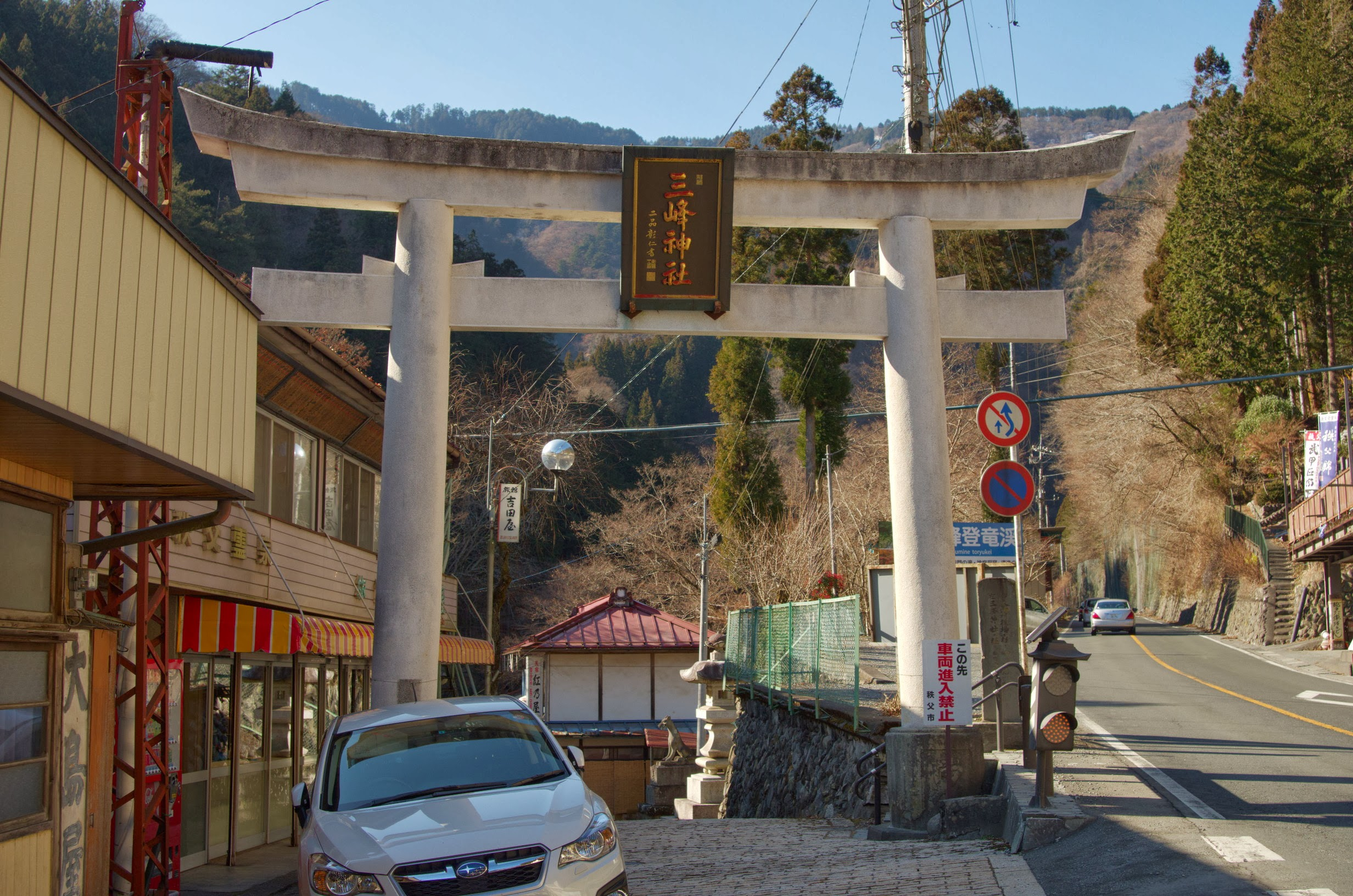
登竜橋の入口にある一の鳥居。扁額は小松宮彰仁親王の染筆

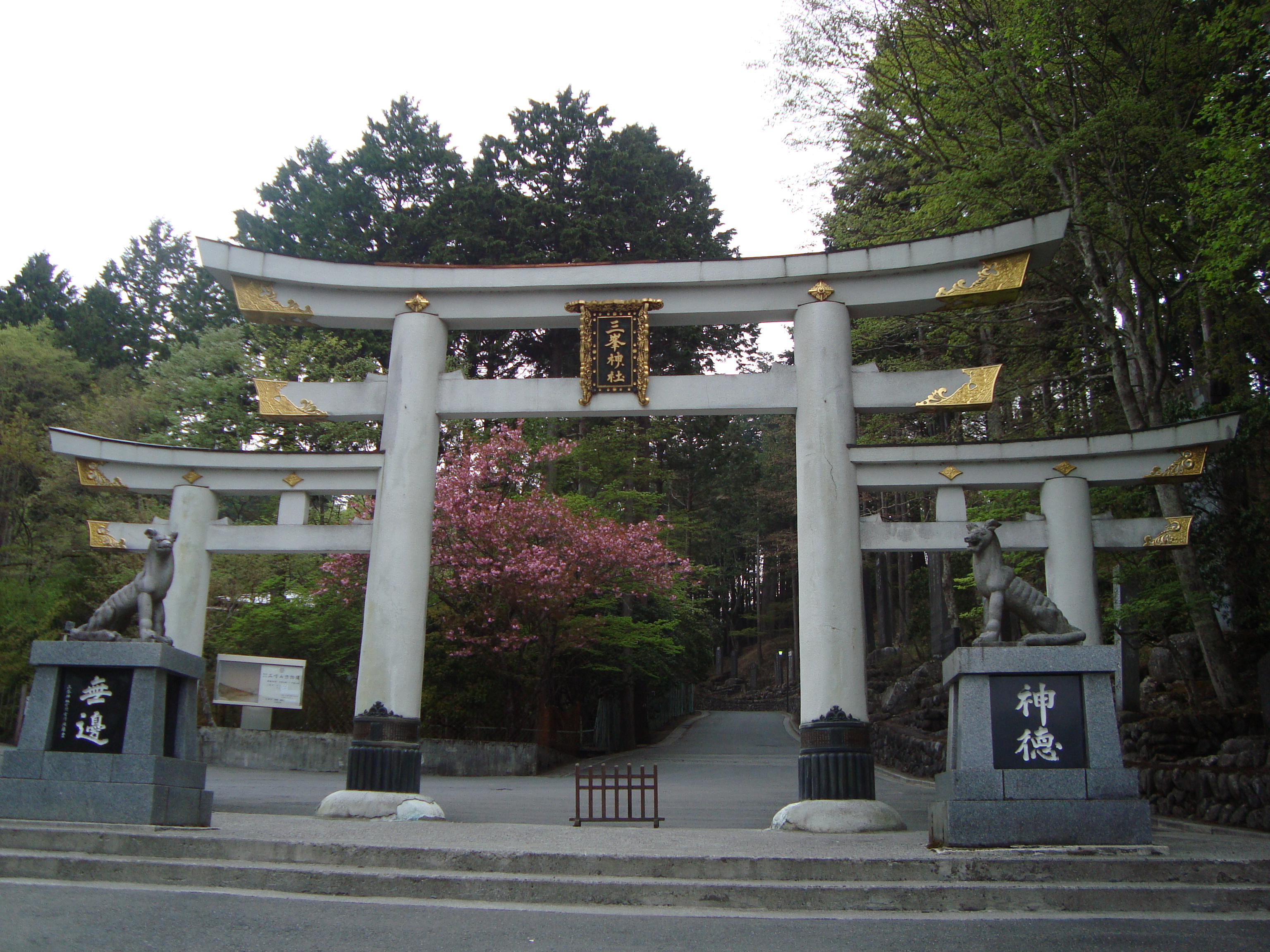
登山参道の入口にある三ツ鳥居

一の鳥居は、登竜橋の入口にある。扁額は小松宮彰仁親王の染筆である
登竜橋を渡ると二の鳥居があった。その扁額の「三峯山」は、光格天皇の同母弟である聖護院門跡・盈仁入道親王が揮毫した。
境内入口に立つ鳥居は、明神型鳥居を三つ組み合わせた三ツ鳥居である。他に有名な三ツ鳥居としては大神神社のものがある（ただし大神神社のものは直接見ることができない）。
三の鳥居の扁額「三峯神社」は、伏見宮貞愛親王が揮毫した。

### 神乃山水
三峰山の上に「龍洞」という深い井戸がある。龍神が住むと言い伝えられ、水分神がまつられている。この水を当社にて飲むことができる（有料）。特に大寒に汲まれた水は「寒の水」といわれ、貴重なものとされている（寒の水を頂くには予約が必要）。

### 奥宮

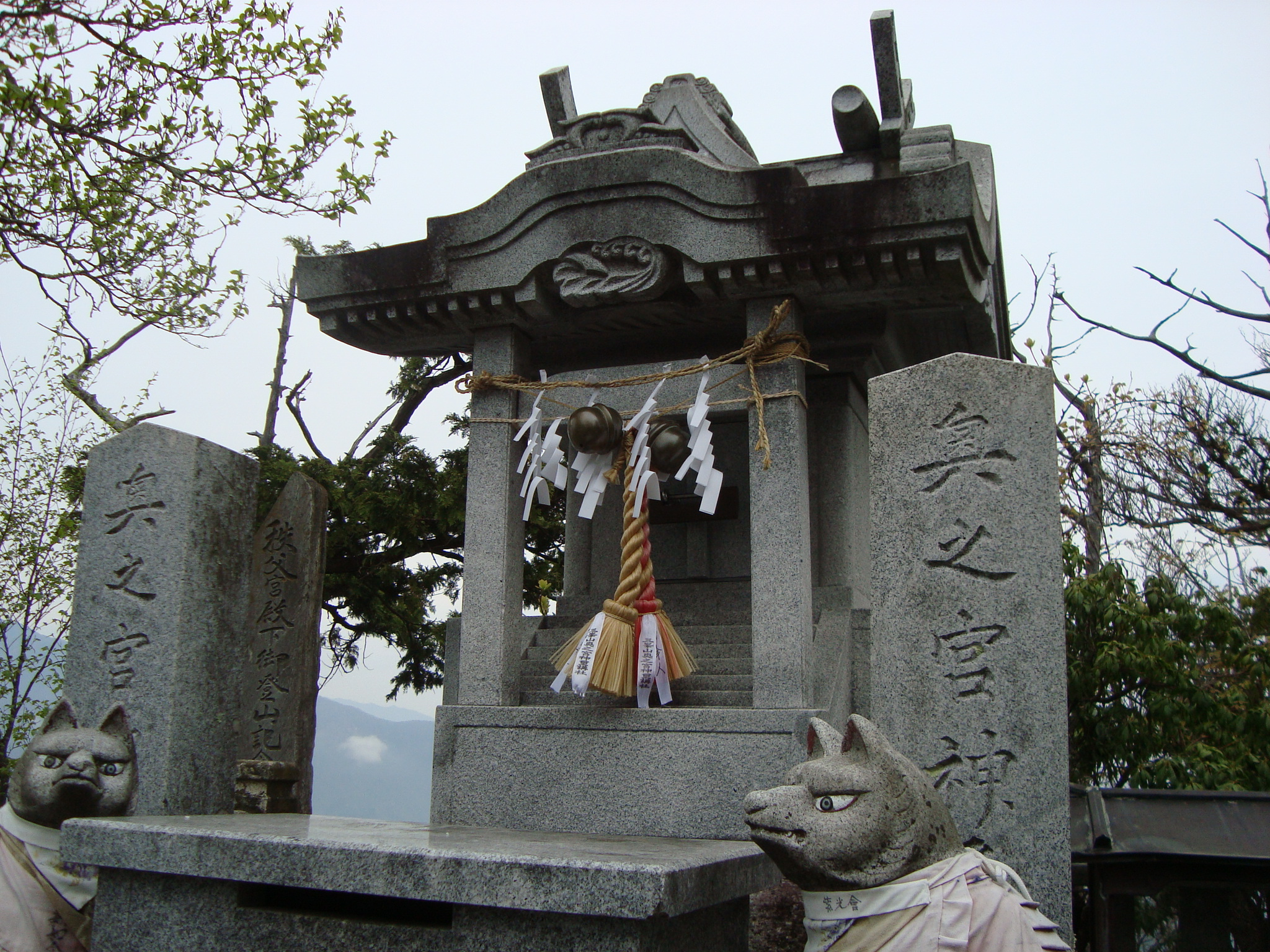
奥宮

奥宮は妙法ケ岳(標高1329m）の山頂に鎮座する。本社からは東南東へ1時間ほど山道を登る必要がある。
山頂には小さな祠とともに秩父宮登山記念碑がある。また、登山道の途中には両部鳥居がある。

## 摂末社
- 御仮屋(大口真神)

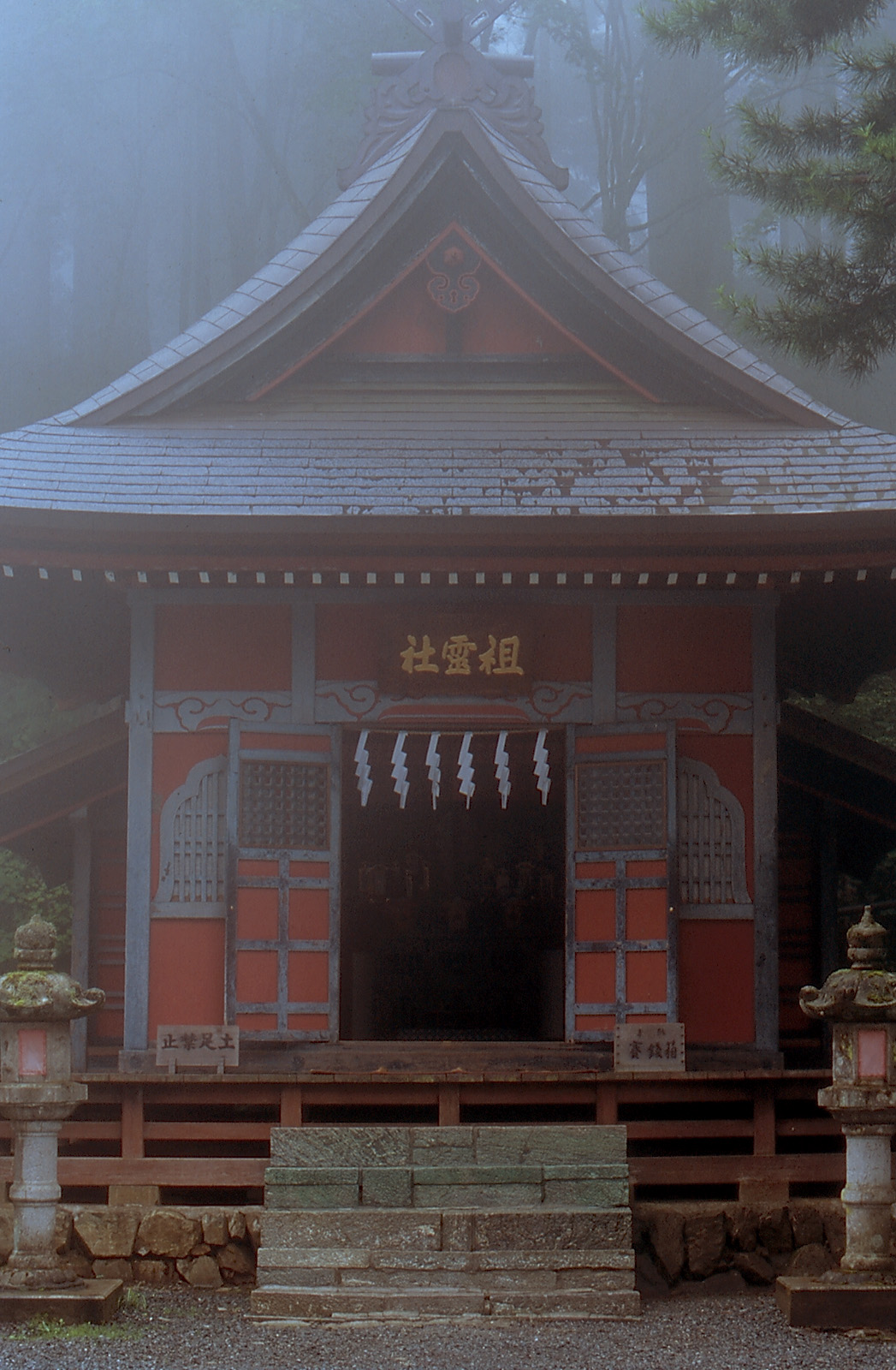
祖霊社

- 祖霊社(開山以来の歴史の祖霊、勤山者、氏子総代又各地の三峯講社関係者や講元、世話人)
- 国常立神社(国常立尊・瓊瓊杵尊・神倭岩余彦尊)
- 日本武神社(日本武尊)
- 伊勢神宮(天照皇大御神・豊受姫大神)
- 月讀神社(月夜見命)
- 猿田彦神社(猿田彦命・天宇受賣命)
- 塞神社(八衢彦神・八衢姫神・久那斗神)
- 鎮火神社(火産靈命・水速女命・埴山姫命)
- 厳島神社(市杵嶋姫命)、杵築神社(大国主命・事代主命)
- 琴平神社(大物主命・崇徳天皇)
- 屋船神社(屋船豊受姫命)
- 稲荷神社(宇迦御靈命)
- 浅間神社(木花開耶姫命)
- 菅原神社(菅原道眞)
- 諏訪神社(武御名方命)
- 金鑽神社(天照皇大御神・素盞嗚神・日本武命)
- 安房神社(天太玉神)
- 御井神社(水速女命)
- 祓戸神社(瀬織津姫命・速開都姫命・氣吹戸主命・速佐須良姫命)
- 東照宮(徳川家康)
- 春日神社(武甕槌命・天兒屋根命・齋主命・比賣神)
- 八幡宮(誉田別命・息長帶姫命・比賣神)
- 秩父神社(八意思兼命・知知夫彦神)
- 大山祇神社(大山祇命)
- 二ツ宮(大山祇命)

## 祭事

### 筒粥神事
筒粥神事は各地に残る年占の1つである。1月15日に一室に籠もった神職により、宵から15日の暁にかけて行事が行われる。これは、神饌所で炊かれた小豆粥に、36本の葦の筒を漬け、この筒の中に入った粥の量により36種の作物の今年の作柄を占うもので、その結果は印刷され、春先に参拝する信者に分けられる。

### ごもっともさま
2月3日の節分追儺祭の神事は「ごもっともさま」とも呼ばれる。豆を「福は内、鬼は外」と唱えた後、後に控えた添人が大声で「ごもっともさま」と唱和し、1メートル余りの棒の先に注連縄を巻き、根元に蜜柑2個を麻縄でくくりつけた陰茎を象った大きな棒を突き出す。五穀豊穣・大漁満足・夫婦円満・開運長寿の願いが込められ、子授けに奇瑞があると言われている。

## 山犬信仰（三峯講）
三峰信仰の中心をなしているものに、御眷属（山犬）信仰がある。
この信仰については、「社記」に享保12年9月13日の夜、日光法印が山上の庵室に静座していると、山中どことも知れず狼が群がり来て境内に充ちた。法印は、これを神託と感じて猪鹿・火盗除けとして山犬の神札を貸し出したところ霊験があったとされる。
また、幸田露伴は、三峰の神使は、大神すなわち狼であり、月々19日に、小豆飯と清酒を本社から八丁ほど離れた所に備え置く、と登山の折の記録に記している。
眷属（山犬）は1疋で50戸まで守護すると言われている。文化14年12月14日に各地に貸し出された眷属が4000疋となり、山犬信仰の広まりを祝う式があり、また文政8年12月2日には、5000疋となり同様の祝儀が行われている。
明治後期の文献と思われる「御眷属拝借心得書」には、御眷属を受け、家へ帰られたならば、早速仮宮へ祀られ注連縄を張り、御神酒・洗米を土器に盛り献饌し、不潔の者の立ち入らぬようにされたいとある（仮宮へ祀るのは講で受けた場合で、個人で受けた場合神棚でよいとされる）。

## アクセス
所在地
- 埼玉県秩父市三峰298-1

路線バス
- 西武観光バス（急行バス） - 山頂駐車場まで、毎日5往復運行
  - 西武秩父駅（西武秩父線）始発、三峰口駅（秩父鉄道秩父本線）経由
  - 2012年（平成24年）7月から毎月1日に行われていた、御神木の木片を内符に入れたお守り（氣守）のうち白色の限定品「白い氣守」の頒布日には、駐車場への入庫待ちの渋滞(最長26km)により、最大7時間30分の遅れや多くの便の運休を要するなど運行への支障が発生した[17]。

道路渋滞による路線バスの大幅遅延・運行打ち切りなど、周辺の生活環境にも甚大な影響を与えていることから「白い氣守」の頒布は2018年（平成30年）6月以降休止された。
徒歩
- 表参道：西武観光バス（急行バス）「大輪」バス停から約140分（3.2 km）[19] - バス停近くに一の鳥居が立つ
- 裏参道：西武観光バス（急行バス）「岡本」バス停から約170分（4.5 km）[19]

自動車
- 国道140号を「秩父湖大橋」まで、大橋から埼玉県道278号秩父多摩甲斐国立公園三峰線

秩父市街地から約1時間30分
県道278号線は「三峰観光道路」として1967（昭和42）年6月に開通した。
補足事項
- 1939（昭和14）年から2007（平成19）年12月1日までは三峰ロープウェイが存在し、アクセスの一端を担っていた。

## 川越三峯神社
川越市南通町の川越八幡宮の境内には1868年（明治元年）に遥拝所として川越三峯神社が祀られた。2021年、川越八幡宮創建一千年祭の記念事業の一環として遥拝所や社号票を一新して改めて遷座祭が執り行われた。

## 文化財

### 県指定有形文化財
建造物
- 本殿
- 拝殿
- 随身門
- 国常立神社
- 日本武神社
- 手水舎
- 秩父宮台臨記念館
  - 1925年（大正14年）5月の秩父宮の御成記念として、1926年（昭和6年）に建設された[16]。1928年（昭和8年）8月、秩父宮と勢津子妃が6日間宿泊した[16]。

古文書
- 三峯神社日鑑